# Charlie McDowell
Charlie McDowell, all'anagrafe Charles Malcolm McDowell (Los Angeles, 10 luglio 1983), è un regista e sceneggiatore statunitense.

## Biografia
Nato a Los Angeles, figlio dell'attore britannico Malcolm McDowell e dall'attrice statunitense Mary Steenburgen, ha esordito alla regia all'età di 23 anni con il cortometraggio Bye Bye Benjamin. Nel 2011 la rivista Time definisce il suo feed Twitter, @charliemcdowell, "uno dei più esilaranti feed Twitter" e nel 2013 McDowell pubblica il libro Dear Girls Above Me, basato proprio sul suo feed Twitter.
Nel 2014 dirige il suo primo lungometraggio per il cinema, The One I Love con Mark Duplass e Elisabeth Moss, presentato in anteprima al Sundance Film Festival. Dopo aver diretto due episodi della terza stagione della serie televisiva HBO Silicon Valley, dirige Rooney Mara, Jason Segel e Robert Redford nel fantascientifico La scoperta, presentato al Sundance Film Festival 2017 e distribuito a livello internazionale da Netflix.

## Vita privata
Dal 2010 al 2016 è stato fidanzato con l'attrice Rooney Mara.
Nel 2019 inizia a frequentare l'attrice e modella Lily Collins, figlia del celebre musicista inglese Phil Collins; il fidanzamento viene ufficializzato nel settembre 2020. I due convolano a nozze il 4 settembre 2021 a Dunton Hot Springs, nel Colorado.
Il 31 gennaio 2025 la coppia ha annunciato tramite social la nascita della figlia Tove Jane, avuta tramite madre surrogata.

## Filmografia

### Regista

#### Cinema
- Bye Bye Benjamin – cortometraggio (2006)
- The One I Love (2014)
- La scoperta (The Discovery, 2017)
- Windfall (2022)

#### Televisione
- Silicon Valley – serie TV, 2 episodi (2016)
- Loop (Tales from the Loop) – serie TV, episodio 1x06 (2020)